# Дані Сілва
Даніель Філіпе Бандейра і Сілва (порт. Daniel Filipe Bandeira e Silva, нар. 11 квітня 2000, Бежа, Португалія, відомий як Дані Сілва) — португальський футболіст, півзахисник італійського клубу «Верона».

## Ігрова кар'єра

### Клубна
Дані Сілва пройшов через молодіжні команди ряду португальських клубів. Був капітаном другого складу «Віторії» (Гімарайнш). 
У квітні 2022 року Сілва підписав з клубом свій перший професійний контракт. Його дебют на професійному рівні відбувся 6 травня 2022 року у матчі чемпіонату Португалії. Сезон 2022/23 футболіст розпочав вже як повноцінний гравець основи «Віторії».
Взимку 2024 року Сілва перейшов до італійської «Верони», з якою підписав чотирирічний контракт.

### Збірна
У 2019 році в складі юнацької збірної Португалії (U-19) Дані Сілва виборов срібні нагороди юнацького чемпіонату Європи, що проходив у Вірменії.

## Титули
Португалія (U-19)
 Віце-чемпіон Європи: 2019